# Platycerus takakuwai
Platycerus takakuwai là một loài bọ cánh cứng trong họ Lucanidae. Loài này được Fujita mô tả khoa học năm 1987.